# Bisdom Rochester
Het bisdom Rochester (Latijn: Dioecesis Roffensis) is een rooms-katholiek bisdom met als zetel Rochester, in de Amerikaanse staat New York. Het bisdom is suffragaan aan het aartsbisdom New York. 

## Geschiedenis
Het bisdom werd opgericht op 3 maart 1868, uit delen van het bisdom Buffalo.

## Parochies
Het bisdom had in 2022 een oppervlakte van 18.400 km2 en telde 1.509.679 inwoners waarvan 20,3% rooms-katholiek was.

## Bisschoppen
- Bernard Joseph John McQuaid (3 maart 1868 - 18 januari 1909)
- Thomas Francis Hickey (18 januari 1909 - 30 oktober 1928; coadjutor sinds 18 februari 1905)
- John Francis O’Hern (4 januari 1929 - 22 mei 1933)
- Edward Aloysius Mooney (28 augustus 1933 - 26 mei 1937; aartsbisschop op persoonlijke titel)
- James Edward Kearney (31 juli 1937 - 21 oktober 1966)
  - Lawrence Bernard Brennan Casey (hulpbisschop: 10 februari 1953 - 4 maart 1966)
- Fulton John Sheen (21 oktober 1966 - 6 oktober 1969)
  - John Edgar McCafferty (hulpbisschop: 5 januari 1968 - 30 april 1980)
  - Dennis Walter Hickey (hulpbisschop: 5 januari 1968 - 16 januari 1990)
- Joseph Lloyd Hogan (6 oktober 1969 - 22 november 1978)
- Matthew Harvey Clark (23 april 1979 - 21 september 2012)
  - Robert Joseph Cunningham (apostolisch administrator: 21 september 2012 - 3 januari 2014)
- Salvatore Ronald Matano (6 november 2013 - heden)

## Galerij van afbeeldingen

Wapen van het bisdom
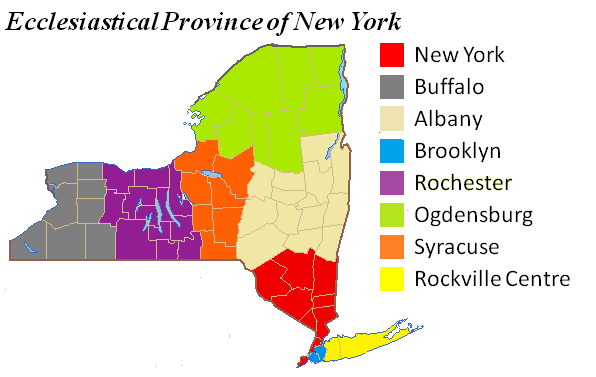
Kerkprovincie met aartsbisdom en suffragane bisdommen
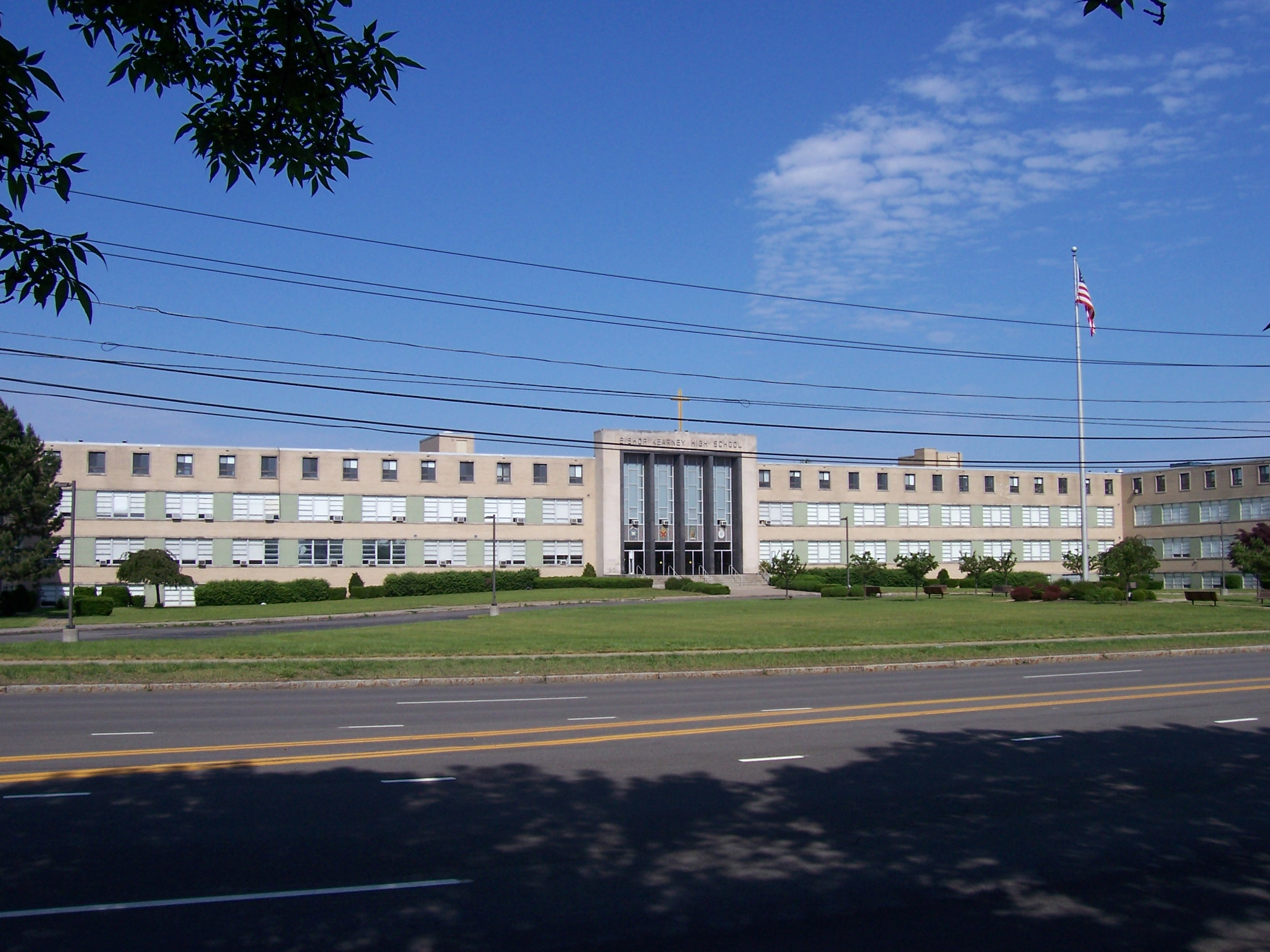
Bishop Kearney High School in Irondequoit
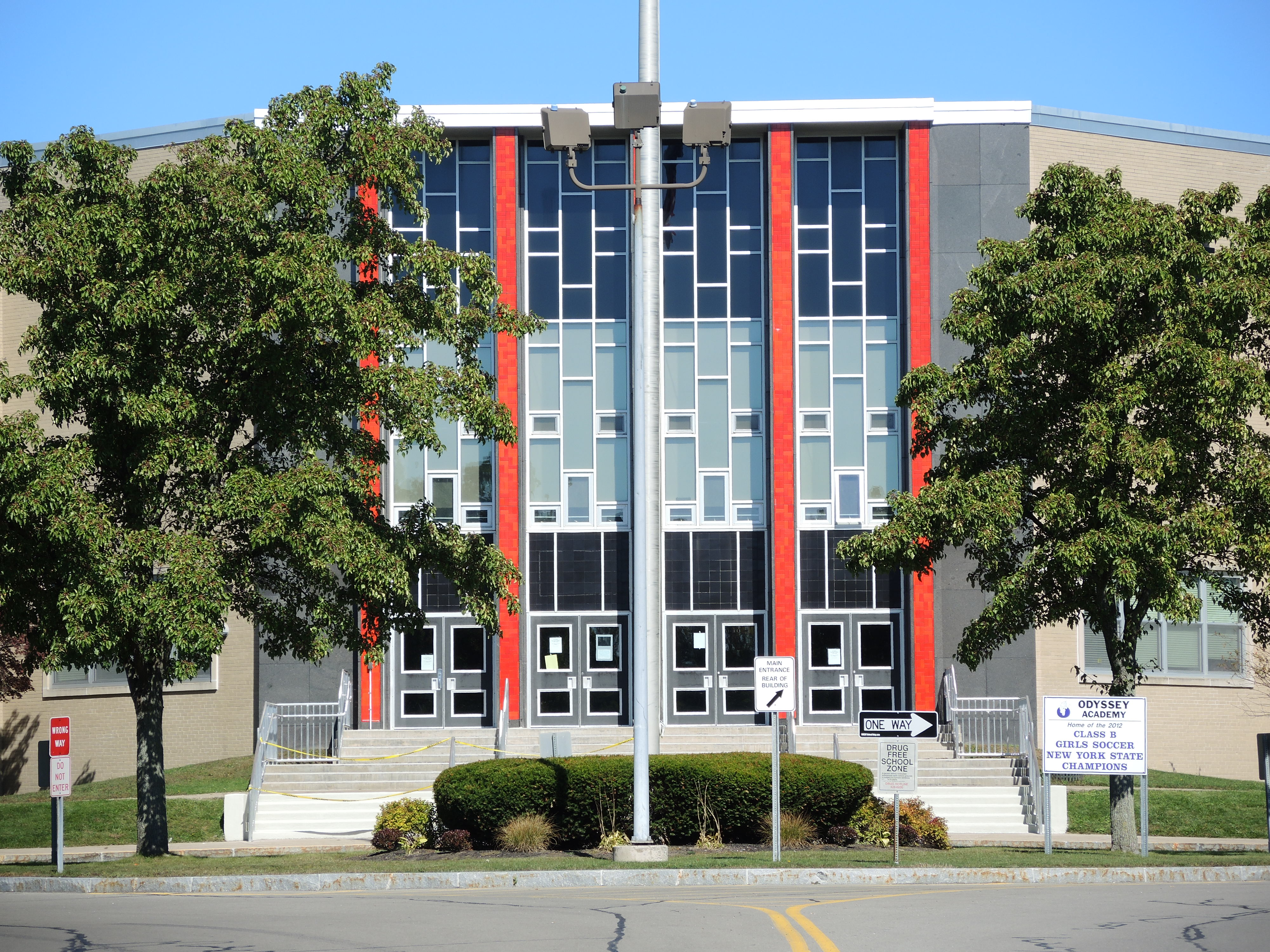
Voormalige Cardinal Mooney High School in Greece
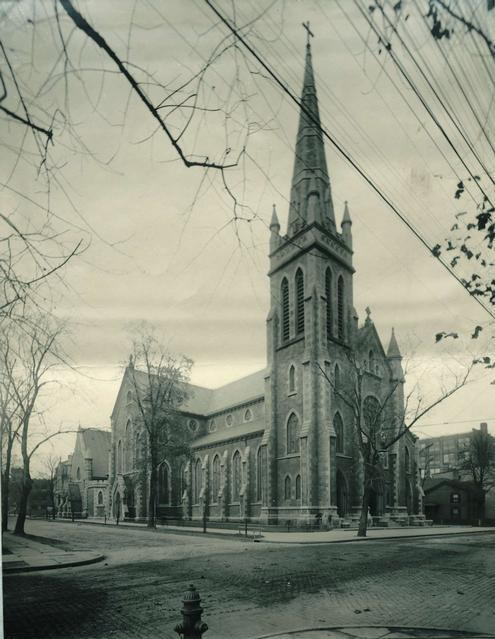
Saint Patrick's Cathedral (1868-1937), de eerste kathedraal van het bisdom

New York (aartsbisdom) · Albany · Brooklyn · Buffalo · Ogdensburg · Rochester · Rockville Centre · Syracuse